# Franz Kössler (Journalist)
Franz Kössler (* 5. April 1951 in Eppan, Südtirol) ist ein Italienischer Journalist, der in Wien lebt und arbeitet.

## Leben
Nach dem Studium der Philosophie in Frankfurt am Main und Florenz arbeitete Kössler für verschiedene italienische (Il Manifesto, RAI tre und ANSA) und deutsche Medien in Rom. Seit 1980 ist er beim ORF, wo er von 1982 bis 1983 Korrespondent in Washington war, von 1985 bis 1989 leitete er das Büro in Moskau, von 1989 bis 1995 das in Washington und 1999 das ORF-Büro in London. Von 1995 bis 1999 war er stellvertretender Chefredakteur der Information Fernsehen und Chef der „Zeit im Bild“. Im Februar 2000 wurde er Leiter des „Europa-Journals“ im Rahmen der „Journal-Panorama“-Leiste auf Österreich 1 (Radio) bestellt. Im Juli 2002 wurde er Sendungsverantwortlicher für „Report international“, jetzt „Weltjournal“. An der Universität Innsbruck arbeitete er als Lehrbeauftragter am Institut für Politikwissenschaft mit den Forschungsschwerpunkten Medien und internationale Berichterstattung.
2010 ging er nach 30 Jahren beim ORF in Pension und begann ein Biologiestudium. In einem Artikel in der Wiener Stadtzeitung „Falter“ zog er Bilanz über den modernen Journalismus, dem er kritisch gegenübersteht:
Der Journalismus ist anders geworden. Einem, der wie ich vor 35 Jahren Journalist geworden ist, fällt es schwer, sich in der veränderten Landschaft noch zuhause zu fühlen. Ich komme aus der Welt der 68er und bin Journalist geworden, weil ich von der gesellschaftlichen Rolle der Information überzeugt war. … Ich weiß nicht, wie profitabel Zeitungen damals waren, es schien keine entscheidende Rolle zu spielen. Heute aber ist die Rendite wichtiger geworden als der gesellschaftspolitische Anspruch. … Mein Gebiet war die internationale Berichterstattung, als Korrespondent in Moskau, Washington, London. In Zeiten der Globalisierung, sollte man meinen, gewinnt diese an Bedeutung. Aber in der neuen Kostenrechnung sind Korrespondentenbüros unrentabel und bringen wenig Quote.

## Auszeichnungen
2010 erhielt er den „Robert-Hochner-Preis für herausragende journalistische Leistungen“, da er akribisch recherchiere, profund analysiere und in großen Zusammenhängen denke, wie die Jury ihre Entscheidung begründete.